# 바티스트 아디스
바티스트 아디스(프랑스어: Baptiste Addis, 2006년 12월 7일~)는 프랑스의 양궁 선수이다. 2024년 하계 올림픽 남자 단체전에서 은메달을 획득했다.